# سید حسن حبل‌المتین
حسن حبل المتین (اِخ)(سید…) برادر کوچک مؤیدالاسلام سیدجلال الدین صاحب روزنامهٔ حبل المتین منتشر در کلکته می‌باشد. او و برادر بزرگترش سیدمحمدعلی آقابزرگ پسران سیدمحمدرضا مجتهد کاشانی از علمای روحانی آغاز سده چهاردهم هجری بودند.

## زندگی‌نامه

### توقیف و تبعید سیدحسن قبل از مشروطیت
اگرچه سیدحسن از عین الدوله هواداری می‌کرده لیکن دشمنی میرزاعلی اصغر اتابک بامؤیدالاسلام سبب شد که در سال ۱۳۱۹ هَ.ق. به خانهٔ سیدحسن ریختند و او را نزد عین الدوله حاکم تهران بردند. عین الدوله او را در مبارک‌آباد یکسال تحت نظر گذاشت و سپس بهند تبعید کرد. سیدحسن پس از دو سال ماندن نزد برادرش مؤیدالاسلام ناشر «حبل المتین» در کلکته، به تهران بازگشت روزنامهٔ حبل المتین تهران را پایه‌گذاری کرد. نخستین شمارهٔ این روزنامه در دوشنبهٔ پانزدهم اردیبهشت ماه ۸۲۹ شمسی، جلالی و ۲۹ آوریل ۱۹۰۷م. یعنی پس از چهارده سال از تأسیس «حبل المتین» کلکته که توسط مؤیدالاسلام پخش می‌شد، در تهران پخش گردید. در سرلوح این روزنامه مدیرکل «جلال الدین حسینی مؤیدالاسلام» و نایب مدیر «میرزا سیدحسن کاشانی» معرفی شده بود؛ ولیکن کارها، همه به عهدهٔ سیدحسن بوده‌است؛ و او آن را شعبه و شاخه‌ای از حبل المتین کلکته می‌شمرد، و سال تأسیس حبل المتین کلکته یعنی سال ۱۳۱۱ هَ.ق. را بر آن نوشته بود؛ و تا توپ بستن مجلس به همین شکل ادامه داشت و از مشروطیت دفاع می‌کرد.

مهدی ملک‌زاده فرزندملک المتکلمین (از تاریخ نگاران پیرو آیین بیانی)

کسروی در تاریخ مشروطه می‌نویسد: در داستان پیمان روس و انگلیس و رخدادهای دیگر در این روزنامه گفتارهای پرمغز نوشت و سیدحسن پس از آن بدخواهی‌ها که با جنبش مشروطه خواهی کرده و به هواداری عین الدوله آن دشمنی‌ها را با کوششهای دو سید (بهبهانی و طباطبائی) کرده بود. این زمان به نیکی‌ها برخاست و شکست را بدین سان بست.
یکی از همکاران باأرج سیدحسن در پخش «حبل المتین» نویسندهٔ معروف شیخ یحیی کاشی است که مدتی نیز سردبیرروزنامهٔ ایران بوده‌است. پس از توپ بستن مجلس در ۲۶ جمادی دوم ۱۳۲۶ هَ.ق. تقی‌زاده و سید محمدرضا مساوات شیرازی و ملک المتکلمین به خانهٔ عین الدوله رفته و از آنجا به خانهٔ سیدحسن که نزدیک بود می‌روند، لیکن زنان سیدحسن از ترس قزاقهای شاه شروع به زاری کرده به ایشان پناه نمی‌دهند همین که ایشان بیرون می‌آیند چند تن از آنان بدست قزاقها اسیر می‌شوند و سیدحسن در آغاز در میان آب‌انبار خانه پنهان شده و سپس به سفارت انگلیس رفته و همراه تقی‌زاده پناهنده شد و بدین روش از گرفتار شدن به سرنوشت جهانگیرخان صور اسرافیل و ملک المتکلمین رهیده و در پایان به اتفاق چهار تن دیگر از طرف شاه به قفقاز تبعید شد، لیکن پس از مدتی توقف در رشت شمارهٔ نخستین روزنامهٔ «حبل المتین» را در محرم ۱۳۲۷ هَ. ق . منتشر کرد وچهار ماه ادامه داد و سپس همراه مجاهدان مشروطه خواه بسرداری محمدولیخان سردارسپه و سرداریحیی به تهران آمده و پس از اخراج شاه و پایان دادن به استبداد صغیر، سیدحسن روزنامه را دوباره منتشر کرد.

### توقیف حبل المتین
دورهٔ جدید حبل المتین در ماه جمادی دوم آغاز شد و در شمارهٔ ششم (۱۳۲۷ هَ. ق) بمناسبت مقاله‌ای که به عنوان «اذا فسد العالم فسدالعالم» بقلم سیدنورالدین پسر ججسیداسداﷲ خرقانیچچ منتشر ساخت، تحت تعقیب قرار گرفت.
مشروطه خواهان که به آسانی شاه را اخراج کرده و پسرش را بجای او نشانده بودند چنان مغرور بودند که نیازی به تصفیهٔ دستگاه فاسداستبدادی نمی‌دیدند و این دستگاه فاسد برای جلوگیری از پیشرفت نهضت از هیچگونه خرابکاری کوتاهی نکرد. ازجمله این مقاله را بهانه کرده و عوام را تحریک کردند و محکمه‌ای به عضویت معاون حضرت و صدرالاشراف و مشاورالملک و شیخ هادی که همگی از اطرافیان محمدعلی شاه بودند تشکیل داده و سیدحسن حبل المتین را به پرداخت ۲۵۰ تومان و سه ماه زندان و ۲۳ ماه توقیف روزنامهٔ «حبل المتین» محکوم کردند.
روزنامهٔ حکمت چ مصر دربارهٔ این حکم ضد آزادی مقاله‌ای به عنوان «پاداش خدمات هجده سالهٔ حبل المتین» منتشر کرد و حکم را از نظر قانونی باطل شمرده گوید: محکومیت او برای گرفتن انتقام ازمقالات آزادیخواهانهٔ او پیش و پس از انقلاب مشروطیت بوده‌است. این حکم ظالمانه در افکار عمومی مردم ایران سوء اثر بخشید و وزیر عدلیه مجبور شد برای نخستین بار به تشکیل محکمهٔ تمیز (دیوان عالی کشور) تن دردهد؛ و این دیوان محکومیت سیدحسن را لغو کرد. لیکن سیدحسن حبل المتین پس از آزادی از ترس دستگاه فاسد از اقدامات سیاسی دست برداشت و خانه نشینی گزید تا آنکه درتهران درگذشت.